# Morné Steyn
Morné Steyn (11.července 1984 Kapské Město) je bývalý jihoafrický ragbista, který hrál na pozici útokové spojky nebo tříčtvrtky.
V roce 2005 se stal mistrem světa do 21 let. Na MS 2011 si připsal ze všech hráčů nejvíce bodů (62). Na následujícím světovém šampionátu získal s jihoafrickou reprezentací 3. místo. V roce 2009 s ní vyhrál Pohár 3 národů a Steyn byl s 95 body nejproduktivnějším hráčem turnaje. V zápase proti Novému Zélandu nasbíral 31 bodů, což je nejvíce bodů v jednom zápase Poháru 3 národů. V následujícím roce se 77 body a v roce 2013 s 88 body byl také nejlépe bodujícím hráčem. Za JAR odehrál celkem 68 zápasů a připsal si 742 bodů (2009 – 2021).
Jako hráč Bulls se stal třikrát vítězem Super Rugby (2007, 2009, 2010). V roce 2009 (189 bodů) a 2010 (263 bodů) byl nejproduktivnějším hráčem Super Rugby. Je hráčem, co si připsal za jednu sezonu nejvíce bodů. V roce 2009 si v semifinále proti Crusaders připsal čtyři drop góly a po roce 2024 je stále hráčem, co dal během jednoho zápasu v Super Rugby nejvíce drop gólů. Třikrát se stal vítězem jihoafrické ligy (2006,2009, 2020). Jako hráč Stade Francais se stal v roce 2015 vítězem francouzské ligy.
Po konci kariéry si založil finanční společnost The Altitude Wealth Group. Od sezony 2023/24 je součástí trenérského týmu Lions v United Rugby Championship.

## Klubová kariéra
- 2003–2013 Bulls
- 2013–2019 Stade Francais
- 2019–2023 Bulls